# Горрево, Лоран II де
Лоран II де Горрево (фр. Laurent II de Gorrevod; ум. 13 сентября 1589), граф де Пон-де-Во — государственный и военный деятель Савойи и Священной Римской империи.

## Биография
Сын Жана де Горрево, графа де Пон-де-Во, и Клод де Семюр.
Барон де Марне, Монтане, Горрево и Сермуайе, сеньор де Шаламон и дю Мон-Сен-Сорлен, государственный советник, камергер и рыцарь ордена герцога Савойского, губернатор и генеральный наместник Бресса, Бюже и Вальроме на службе герцога Савойского.
Воспитывался как паж при дворе императора Карла V. Сопровождал этого монарха во время войны с герцогом Саксонским, участвовал в осаде Меца в 1552 году. В следующем году командовал имперскими войсками и был взят в плен французами в бою под Камбре, вместе с графом д'Аве из дома Мадруцци и великим магистром артиллерии императора сеньором д'Арлоном. Отличился в битвах при Сен-Кантене, где командовал бургундской кавалерией, и при Гравелине.
Получил 17 ранений в различных сражениях. В 1589 году участвовал в осаде Женевы, предпринятой герцогом Савойским; при возвращении из лагеря принца утонул во время речной переправы. Останки графа де Пон-де-Во были погребены в фамильной усыпальнице в церкви в Бру.
Получил наследство Клодин де Ривуар, вдовы Лорана I де Горрево, составившей 17 апреля 1532 завещание в пользу его матери, Клод де Семюр. В соответствии с его условиями расчетвертовал свой герб, добавив эмблемы дома де Ривуар (1-я и 4-я части Горрево, 2-я и 3-я Ривуар).

## Семья
Жена (26.03.1560): Перронна де Лабом, дочь Клода де Лабома, барона де Мон-Сен-Сорлен, маршала Бургундии, и Гийеметты д'Иньи. Брак был заключен в присутствии братьев невесты Франсуа де Лабома, графа де Монревеля и архиепископа Безансонского Клода де Лабома, а также братьев жениха — графа Лозанны и виконта де Сален.
Сын:
- Шарль-Эмманюэль де Горрево (ум. 1625), герцог де Пон-де-Во. Жена (1621): Изабель де Бургонь-Фалле, дочь Эрмана Бургундского, графа де Фалле, и Иоланды де Лонгваль